# يورانيوم-238

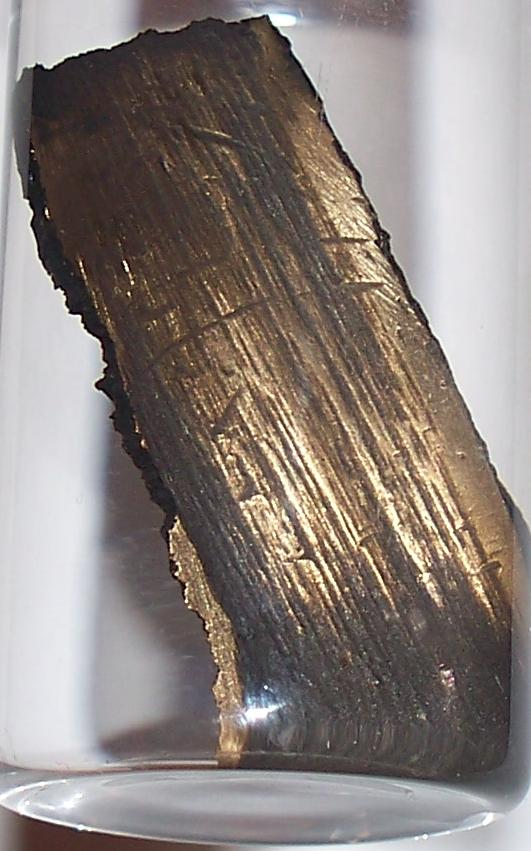

اليورانيوم-238 هو أحد النظائر الموجودة في اليورانيوم الخام بجانب النظير اليورانيوم-235. واليورانيوم-238 من العناصر الثقيلة المشعة، عدده الذري 92 ووزنه الذري 238. واليورانيوم-238 يشكل الإغلبية في اليورانيوم الخام، حيث يوجد فيه بنسبة 99.284%. وأما اليورانيوم-235 فهو بنسبة 0.7% في الخام. وبينما تتفاعل نواة اليورانيوم-235 بشدة مع النيوترونات التي قد تصطدم بها، فاليورانيوم-238 قليل التفاعل مع النيوترونات، وقد يمتصها مكوناً عنصرا جديدا أثقل منه، مثل البلوتونيوم-239.
ويستغل اليورانيوم-238 في بناء المفاعلات النووية لإنتاج القوة الكهربائية، إلا إنه في هذا يعمل كعامل مساعد مع نظيره اليورانيوم-235 الذي هو المسؤول الأول عن التفاعل النووي مع النيوترونات. ولهذا لا بد من زيادة نسبة تواجد اليورانيوم-235 في الوقود الذري لكي يعمل المفاعل. وتُـعرف عملية رفع نسبة اليورانيوم-235 في خام اليورانيوم بعملية تخصيب اليورانيوم.
عندما يمتص اليورانيوم-238 النيوترونات في المفاعل النووي، يتحول بعضها إلى بلوتونيوم-239، ويتميز هذا البلوتونيوم-239 مثل اليورانيوم-235 بخاصية الانشطار عند امتصاصه لأحد النيوترونات. ولهذا فالبلوتونيوم الناتج عن امتصاص اليورانيوم-238 للنيوترونات يشارك اليورانيوم-235 في إنتاج الطاقة.

## اقرأ أيضا
- نظائر اليورانيوم
- يورانيوم-236
- يورانيوم-235
- يورانيوم-233
- وقود نووي
- انشطار نووي
- بلوتونيوم-239
- سلاح نووي
- تقنية نووية